# Tyler Davis (giocatore di football americano)
Tyler Davis (Apopka, 1º novembre 2000) è un giocatore di football americano statunitense che milita nel ruolo di defensive end per i Los Angeles Rams della National Football League (NFL).

## Carriera universitaria
Davis giocò a football a Clemson dal 2019 al 2023. La sua prima stagione fu la sua migliore a livello statistico durante la sua esperienza nel college football, mettendo a segno 45 tackle e 6,5 sack e disputando tutte le 15 partite. Nel 2021 fu inserito nella formazione ideale dell’Atlantic Coast Conference dopo avere fatto registrare 21 placcaggi e 1,5 sack in otto partite. Nel 2023 ebbe 34 tackle e 0,5 sack in 13 presenze.

## Carriera professionistica

### Los Angeles Rams
Davis fu scelto nel corso del sesto giro (196º assoluto) del Draft NFL 2024 dai Los Angeles Rams.